# Erica gillii
Erica gillii är en ljungväxtart som beskrevs av George Bentham. Erica gillii ingår i släktet klockljungssläktet, och familjen ljungväxter. Inga underarter finns listade i Catalogue of Life.